# Rozłoga
Rozłoga (niem. Zehnhäuser) – część miasta Wałbrzycha, położona w jego zachodniej części, w rejonie ulicy Dąbrowskiego.
Rozłoga to dawniej samodzielna miejscowość. W latach 1945–50 wchodziła w skład miasta Biały Kamień w powiecie wałbrzyskim. 1 stycznia 1951 wraz z Białym Kamieniem włączona do Wałbrzycha.